# Sumia
Sumia is een geslacht van weekdieren uit de klasse van de Gastropoda (slakken).

## Soort
- Sumia macedonica Glöer & Mrkvicka, 2015